# Instrucciones de Amenemhat

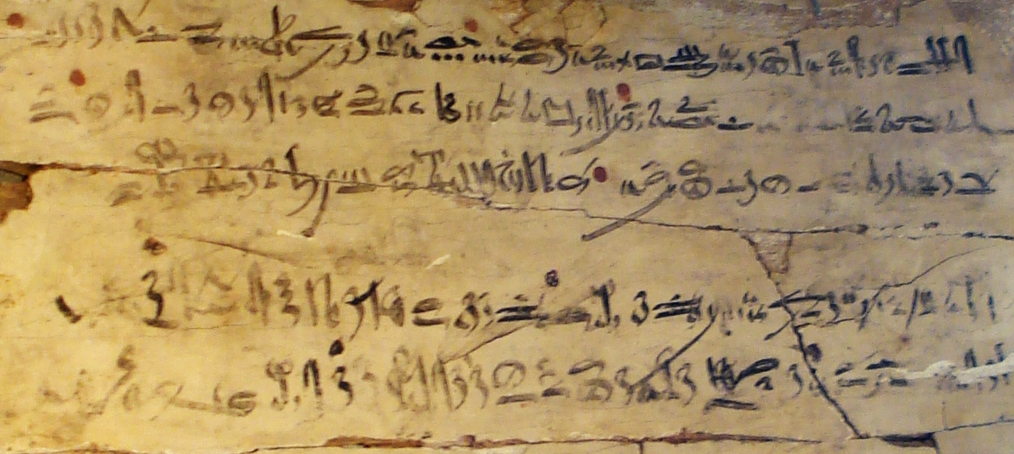
Tablilla en hierático con las prácticas de un escriba que copia un pasaje de las Instrucciones de Amenemhat. El texto dice: Ponte en guardia contra todos tus subordinados ... No confíes en ningún hermano, no conozcas a ningún amigo, no hagas confidencias.

Las Instrucciones de Amenemhat, obra también llamada Enseñanzas del rey Ammenemes a su hijo Sesostris, es un poema escrito en Egipto durante el Imperio Medio. Está escrito como un monólogo que el espíritu del asesinado rey Amenemhat I dirige a su hijo Senusert. Describe la conspiración que acabó con su muerte, e insta a su hijo para que no confíe en nadie. El poema es también una apología del reinado del viejo faraón, y termina exhortando a Senusert a gobernar sabiamente siguiendo los pasos de Amenemhat. Además, el relato tenía como finalidad el consolidar la legitimidad de Senusert, dejando clara la intención del fallecido de dejarle como heredero:

El atentado se produjo cuando estaba sin ti, antes que los cortesanos supieran que yo te iba a entregar el poder, y sin que aún me hubiera sentado contigo, de forma que te pudiera aconsejar.

## Autoría

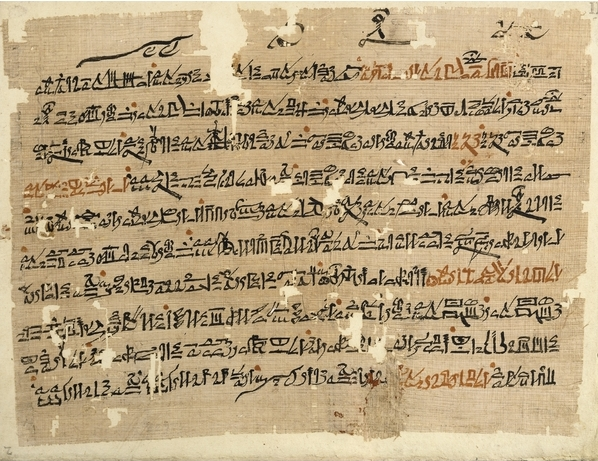
El Papiro Sallier II, en el que se halla buena parte del poema. Museo Británico. EA 10182/2.

Las instrucciones posiblemente se escribieron por orden de Senusert, tanto para exaltar la memoria de su padre como para legitimar su derecho al trono. Varios siglos más tarde, en el papiro Chester Beatty IV, el poema fue atribuido a Jeti, «el primero entre los escribas».
La fuente principal de este documento fue el Papiro Millingen, copiado por A. Peyron en 1843, y que está perdido. Subsisten tablillas de madera y ostracas de la dinastía XVIII, con diversos fragmentos.

## Contenido
Las instrucciones  comienzan identificando al autor como el último rey del Alto y Bajo Egipto, Sehetepibra, el hijo de Ra-Ammenemes y explica que Amenemhat quiere enseñar a su hijo el modo de mantener la corona y la prosperidad. El rey advierte a su hijo que no confíe en ninguna persona, porque incluso aquellos a quienes había protegido rechazaron ayudarle, y declara que fue asesinado por su propio guardián mientras estaba en cama. También describe brevemente sus políticas para Egipto, sus éxitos militares y las construcciones que realizó. Termina con bendiciones para su hijo y consejos sobre cómo debe gobernar. 

## Repercusión
Este manuscrito es una de las referencias más antiguas a los "asiáticos", y faraones posteriores copiaron algunas partes para legitimar sus hechos. Pianjy copió secciones de las Instrucciones de Amenemhat casi al pie de la letra. El poema todavía se leía en el siglo V a. C., 1500 años después de que fuese escrito.